# Schistositeit

Verschillende manieren waarop een schistociteit in een gesteente kan ontwikkelen: A: oorspronkelijk sedimentair gesteente; B: potloodsplijting; C: diagenetische foliatie en D: slaty cleavage (als in leisteen).

Schistositeit is een term in de petrologie en structurele geologie die wordt gebruikt bij metamorf gesteente. Een schistositeit is een foliatie in het gesteente die veroorzaakt wordt door kristalvoorkeursoriëntaties van langwerpige of platige mineralen, in de praktijk vooral mica's.
De voorkeursoriëntatie van deze mineralen is het gevolg van een spanningsregime waarin het gesteente zich op grote diepte in de aardkorst bevond. De mineralen zullen roteren of rekristalliseren tot ze de oriëntatie hebben aangenomen die loodrecht op de primaire spanningsrichting staat.
De schistositeit is de dominante structuur in schisten, en is ook te herkennen in fyllieten en leistenen. In gneisen komt schistositeit (in dat geval ook wel gneisositeit genoemd) ook voor, maar dit type steen is meestal niet rijk in platte of langwerpige mineralen waardoor de schistositeit minder opvallend is. Gneisen hebben meestal een duidelijkere compositionaire banding.